# Villa Purificación
Villa Purificación là một đô thị thuộc bang Jalisco, México. Năm 2005, dân số của đô thị này là 10975 người.